# Алексеевская волость (Мглинский уезд)
Алексе́евская во́лость — административно-территориальная единица в составе Мглинского (с 1918 – Почепского) уезда.
Административный центр — село Алексеевское (Алексеевск).

## История
Волость образована в ходе реформы 1861 года.
В 1910 году из Алексеевской волости была выделена новообразованная Краснослободская волость.
В 1924 году Алексеевская волость была упразднена, а её территория присоединена к Балыкской волости (отдельные населённые пункты вошли в Почепскую волость).
Ныне вся территория бывшей Алексеевской волости входит в состав Почепского района Брянской области.

## Административное деление
В 1919 году в состав Алексеевской волости входили следующие сельсоветы: Алексеевский, Аноховский, Березовский, Бибиковский, Бытнянский, Высокский, Глазовский, Дадоровский, Доманичский, Запольский, Зевакинский, Ильюшинский, Кореневский, Коротченский, Кузнецкий, Курмановский, Огородничский, Пашковский, Польниковский, Полянский, Супрягинский, Телешинский, Третьяковский, Тарутинский, Харабочский, Хотеничский, Шиичский.